# Auguste Scheler

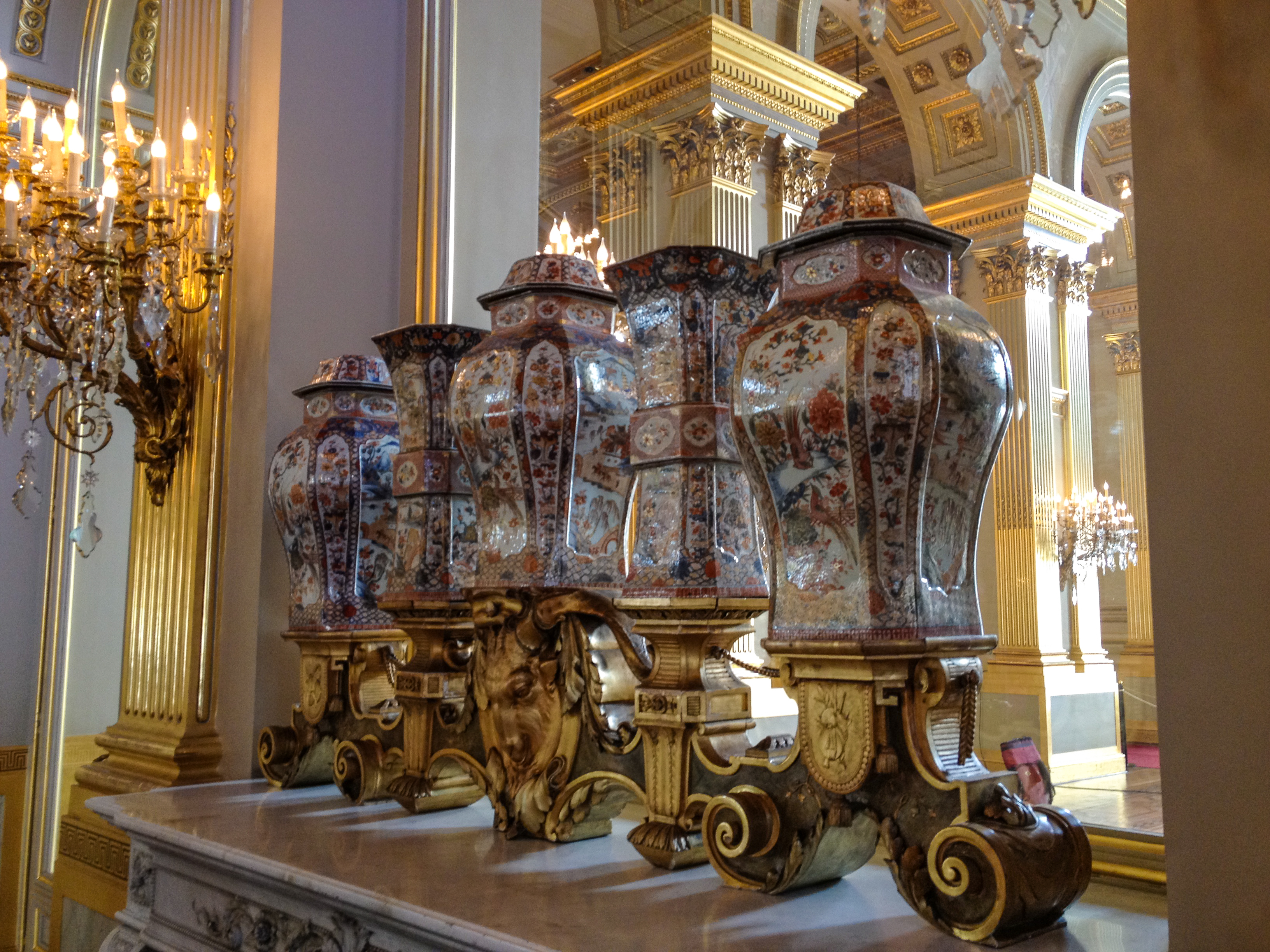
Koninklijk Paleis in Brussel (België)

Jean-Auguste-Ulric Scheler (Ebnat SG, 6 april 1819 – Brussel, 16 november 1890) was een Zwitsers-Belgische doctor in de filologie en een Duitstalige protestant. Hij werd hofdignitaris bij Leopold I, eerste koning der Belgen, en nadien hoogleraar Romaanse talen aan de Université libre de Bruxelles.

## Levensloop

### Zwitserland
Scheler groeide op in Zwitserland. Eerst in Ebnat in het kanton Sankt-Gallen en nadien in Lausanne. Zijn peetmoeder was prinses Juliana van Saksen-Coburg-Saalfeld, een vriendin van zijn moeder Susette Schulthess (uit Zürich). In deze periode leefde prinses Juliana gescheiden van haar man in Rusland. Schelers vader, Sigismund Scheler, was een Duitser uit het hertogdom Saksen-Coburg-Saalfeld en oefende het beroep uit van dominee en bibliothecaris bij Duitse edelen. 

### Duitse Bond
Van 1830 tot 1836 verbleef Scheler met zijn 2 broers in het gymnasium van Kornthal, nabij Stuttgart. De ouders Scheler verhuisden van Lausanne naar Esslingen (1830) en vervolgens naar Brussel (1832). Vader Scheler werd immers benoemd tot hofdominee en hofbibliothecaris van koning Leopold I der Belgen, die pas de troon bestegen had. Leopold I was een protestantse vorst. Tijdens zijn jaren in Stuttgart (1830-1836) ontmoette de jonge Scheler zijn ouders nauwelijks. In 1836 trok Scheler naar de protestante theologische faculteit van Erlangen om dominee te worden, zoals zijn vader. In 1837 gaf hij de studies op. Scheler koos ervoor filologie te studeren (1837-1839). Hij zwaaide af met het diploma van doctor in de filologie van de universiteit van Erlangen, met een dissertatie over keizer Julianus de Apostaat. Leopold I financierde de studies van Scheler, die dus de zoon was van zijn bibliothecaris. 

### Brussel
Eenmaal afgestudeerd, werd Scheler adjunct-bibliothecaris van het koninklijk hof in Brussel (1839). Hij werkte voortaan direct samen met zijn vader. Aan alle kinderen en kleinkinderen van Leopold I onderwees Scheler de Duitse taal. Hij vond er ook de tijd om te publiceren. Zijn interesse ging naar grammatica en etymologie. De bibliotheek van het hof gaf hem voldoende studiemateriaal om te publiceren.
Vanaf 1844 was Scheler lid van de Belgische vereniging voor archeologie en vanaf 1845 correspondent in Brussel voor drie Duitse kranten, alsook auteur voor la Revue de Liège. Hij nam ook deel aan protestantse synoden in Gent. In 1861 verscheen zijn meest bekende boek: Dictionnaire d’étymologie française.
Zijn academische carrière begon aan de universiteit van Luik waar hij filologie doceerde. Zo schreef hij ook voor de Académie royale des sciences, des lettres et des beaux-arts in Brussel die hem opdrachten schonk. In 1876 werd Scheler benoemd tot hoogleraar aan de Université libre de Bruxelles. Zijn cursus behelsde Franse literatuur in de Middeleeuwen. In 1857 verwierp het Belgische parlement zijn aanvraag voor naturalisatie tot Belg. Als hoogleraar en ontvanger van buitenlandse prijzen deed hij een tweede poging in 1884. Het parlement keurde de naturalisatie goed en Scheler werd datzelfde jaar lid van de Académie royale. In 1889 schonk de academie hem de 10-jaarlijkse prijs van romaanse filologie.
Scheler stierf in het jaar 1890, kort na het overlijden van zijn echtgenote Van der Kelen, die zelf uit Brussel afkomstig was.
- Biblioteca Nacional de España: XX1434814
- Bibliothèque nationale de France: cb123958398 (data)
- Gemeinsame Normdatei: 117195081
- International Standard Name Identifier: 0000 0001 2101 1006
- Library of Congress Control Number: no99043889
- Nationale Bibliotheek van Tsjechië: mub20191034116
- Nationale Bibliotheek van Israël: 987007293133705171
- Nationale Bibliotheek van Polen: a0000001194887
- Nederlandse Thesaurus van Auteursnamen: 287947483
- LIBRIS: 314076
- Système universitaire de documentation: 080876781
- Virtual International Authority File: 46844958
- WorldCat: E39PBJvRXJKjTWh9KBDr8Qw9jC